# Carolina Laudon
Anna Carolina Laudon, född 12 mars 1971 i Stockholm, är en svensk typsnittsdesigner och grafisk formgivare. 
Carolina Laudon har utbildat sig i måleri på Gerlesborgsskolan i Stockholm och tagit en magisterexamen i grafisk design vid Högskolan för Design och Konsthantverk vid Göteborgs universitet  2000. Hon har undervisat i grafisk design och typografi på Konstfack, Högskolan för Design och Konsthantverk och Forsbergs Skola i Stockholm. 
Hon har bland annat formgivit typsnittsfamiljen Monopol åt Systembolaget AB.
Carolina Laudon har fått Christer Hellmarks-stipendiet 2001, utdelat av Ordfront, Berlingpriset 2012 och Sten A Olssons kulturstipendium 2014.